# Max Otto Lewald
Max Otto Lewald (* 13. September 1860; † 1919 in Kattern (heute Gmina Siechnice) bei Breslau) war ein deutscher Verwaltungsbeamter und Parlamentarier.

## Leben
Lewald studierte Rechtswissenschaften an der Rheinischen Friedrich-Wilhelms-Universität. 1880 wurde er Mitglied des Corps Hansea Bonn. Nach dem Studium trat er in den preußischen Staatsdienst ein. 1892 wurde er zum Landrat des Kreises Rawitsch ernannt. 1895 zog er als Abgeordneter des Wahlkreises Posen 6 (Fraustadt, Lissa, Rawitsch, Gostyn) in das Preußische Abgeordnetenhaus ein. Er gehörte der Fraktion der Konservativen Partei an. 1899 stimmte er als sogenannter Kanalrebell gegen den Bau des Mittellandkanals. Daraufhin wurde er als Landrat zur Disposition gestellt. 1900 wurde er zum Oberregierungsrat befördert und nach Breslau versetzt, wodurch er am 9. Oktober 1900 aus dem Abgeordnetenhaus ausscheiden musste. 1903 wurde er zum Dirigenten der Ersten Abteilung des Polizeipräsidiums Berlin ernannt. Zuletzt war er Polizeipräsident von Lichtenberg.